# Borrès

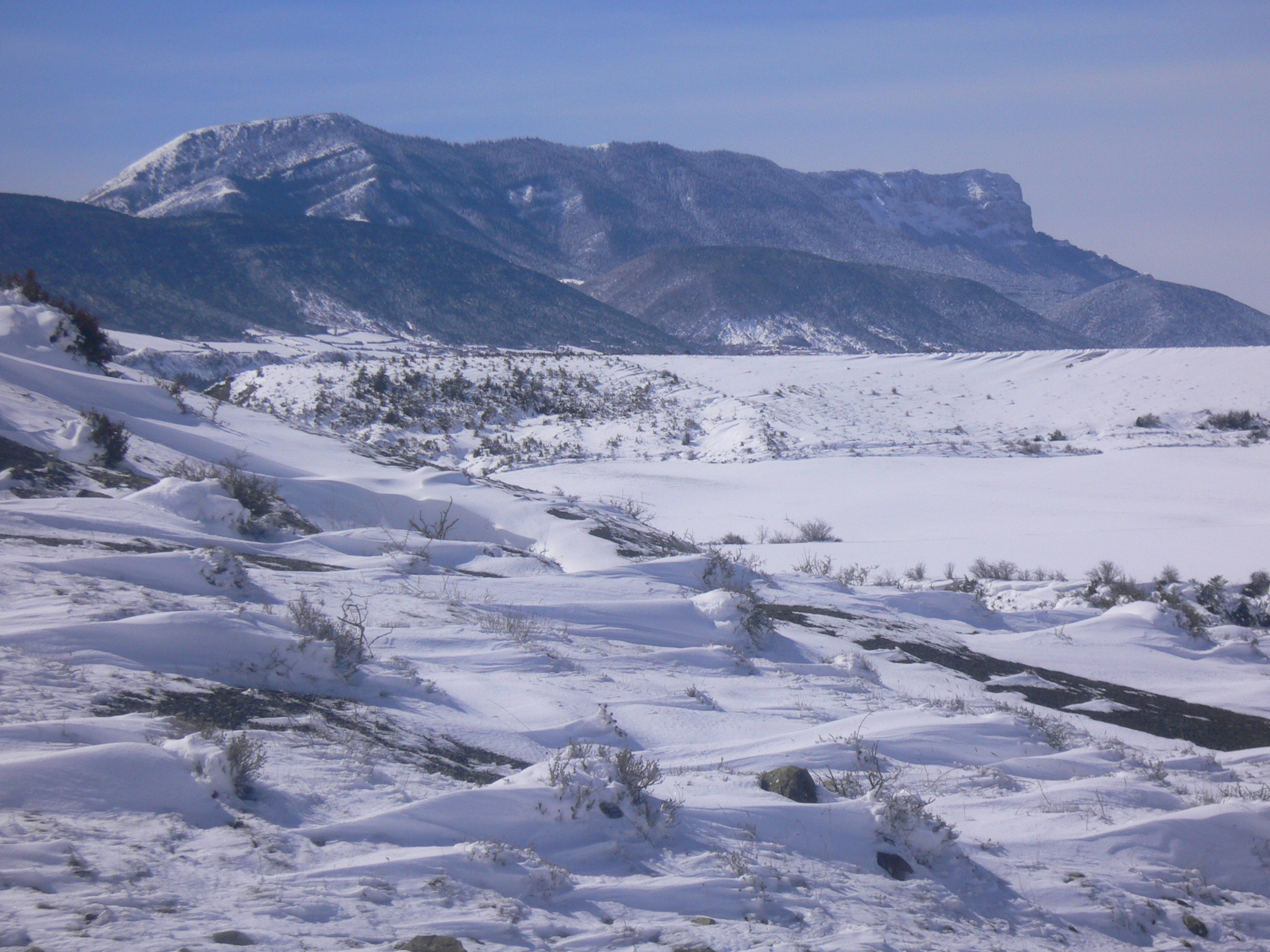
Vistes de Borrés.

Borrès o Borrés és un poble aragonès de la província d'Osca situat la La Canal de Berdún dintre del municipi de Samianigo, a la comarca de l'Alt Gállego. Es troba en la solana entre Larrés i Espuendolas a una distància d'alguns 5 km de Samianigo, la capital del seu municipi.
La seva població és de 16 habitants (2011).
El poble és format per una carrera de la qual als marges hi ha les cases. La carrera acaba a la plaça de l'església i les brodes se situen al capdamunt del poble. Entre la seva arquitectura popular destaquen exemples com les portalades de casa Galindo i casa Rabal o les finestres de la Casona, edifici que avui és un paller. La seva església, es dedicada a l'Assumpció de la Verge que es va construir entre els segles XVII i XVIII, té una nau rectangular i una volta de llunetes.
Per una altra part el monument més interessant de Borrès és el creuer situat a l'entrada al poble.
Formava part de la Sobrecollida de Jaca i després de la vereda i del corregiment homònim, va tenir ajuntament propi i des de 1485 s'uní a Cartirana. Apareix documentat el 1610 com propietat de Pere d'Urriés, però d'antany al segle xiii pertanyia al bisbat de Jaca.
A finals del segle XV tenia 12 focs i la mitat del segle xix encara n'havien 6 els fogatges i 24 habitants.